# Мотылькы (нижний приток Таза)
Мотылькы (устар. Матыль-Кы) — река в России, протекает по территории Красноселькупского района Ямало-Ненецкого автономного округа. Устье реки находится в 1046 км по правому берегу реки Таз на высоте 54 метра над уровнем моря. Длина реки составляет 55 км.
На всём протяжении река течёт через тайгу. В верховьях расположена зона термокарста. Основной приток — река Тюнампылькы.

## Данные водного реестра
По данным государственного водного реестра России относится к Нижнеобскому бассейновому округу, водохозяйственный участок реки — Таз. Речной бассейн реки — Таз.
Код объекта в государственном водном реестре — 15050000112115300063914.